# 마하비드야

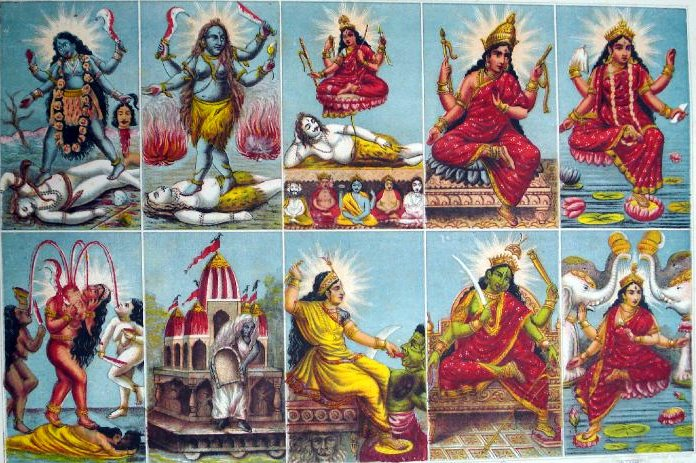
10 마하비드야들: 1행의 왼쪽에서 오른쪽으로 칼리타라트리푸라순다리부바네슈바리바이라비, 2행의 왼쪽에서 오른쪽으로 친나마스타두마바티바갈라무키마탄기카말라

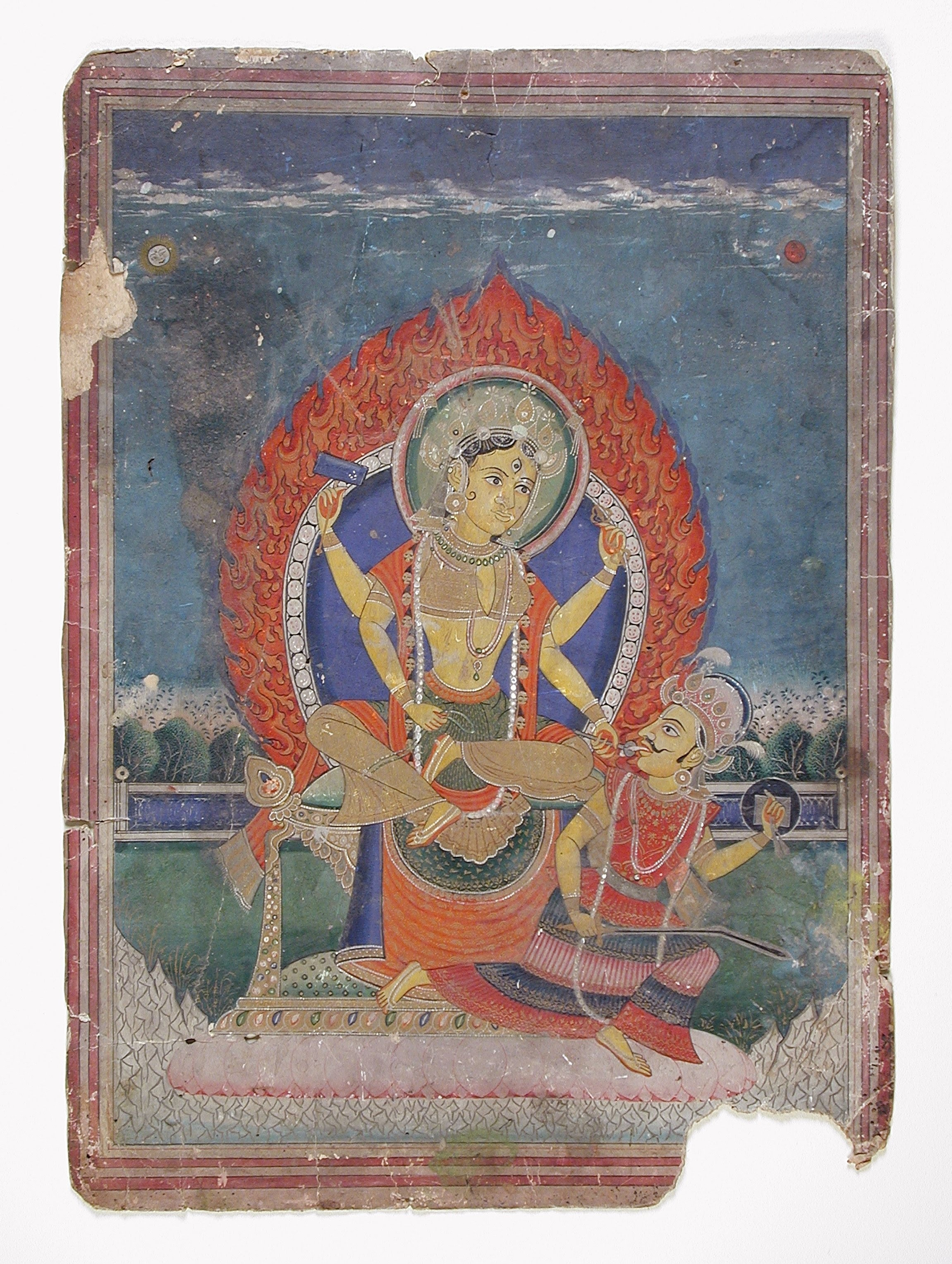
바갈라무키

마하비드야(Mahavidya) 또는 다사 마하비드야(Dasa Mahavidya)는 힌두교의 최고여신 마하데비의 10가지 아바타라들을 총칭하는 단어로, "마하비드야"의 문자 그대로의 뜻은 대지혜(Great Wisdom) 또는 대지식(Great Knowledge)이다.
마하비드야를 구성하는 10 여신은 칼리(Kali) · 타라(Tara) · 트리푸라순다리(Tripurasundari) · 부바네슈바리(Bhuvaneshvari) · 바이라비(Bhairavi) · 친나마스타(Chhinnamasta) · 두마바티(Dhumavati) · 바갈라무키(Bagalamukhi) · 마탄기(Matangi) · 카말라(Kamala)이다
10 마하비드야는 지혜 또는 지식의 여신들인데 그 성격은 아주 무시무시한 성격으로부터 아주 아름답고 자애로운 성격까지 일련의 스펙트럼으로 구성되어 있다.
마하비드야의 발달은 힌두교 종파 중 샥티파의 역사에서 중요한 전환점을 이루었는데, 마하비드야의 발달과 더불어 샥티파에서 박티(Bhakti) 운동의 면이 흥기하였다. 이후 이 경향성은 1700년대에 절정을 이루었다. 샥티파의 박티 운동(Bhakti movement)은 푸라나 시대 이후인 6세기 경에 최초로 등장한 것으로 최고신을 여성으로 생각하는 유신론적인 종교 운동인데, 그 전형적인 사례는 《데비 바가바타 푸라나(Devi-Bhagavata Purana)》와 같은 경전들이 성립된 것이다. 특히 《데비 바가바타 푸라나》의 마지막 9장이 그러한데, 이 마지막 9장은 총 40장으로 구성된 제7 스칸다(skandha)의 31장부터 40까지로, 특별히 〈데비 기타(Devi Gita)〉라고 별도로 불리며 샥티파의 가장 중요한 핵심적인 경전들 중 하나가 되었다.